# Тейлор, Чарли
Чарльз Джеймс Тейлор (англ. Charles James Taylor; 18 сентября 1993, Йорк) — английский футболист, левый защитник клуба «Саутгемптон», который также может сыграть и на позиции левого вингера.

## Клубная карьера

### «Лидс Юнайтед»
Родившийся в Йорке Чарли с возраста 12 лет выступал за юношеские команды «Лидс Юнайтед», а в 2010 году поступил на обучение в клубную академию. По истечении первого года обучения защитник подписал с «павлинами» 3-летний контракт, что ярко продемонстрировало его потенциал – всем без исключения его партнерам по команде были предложены лишь однолетние профессиональные соглашения.
9 августа 2011 года 17-летний Тейлор дебютировал за основную команду «Лидса» в матче Кубка лиги, выйдя на замену во втором тайме матча против «Брэдфорд Сити». Дебют защитника в Чемпионшипе состоялся месяцем позже – 10 сентября в игре с «Кристалл Пэлэс» (3:2) Чарли вышел в стартовом составе клуба и отметился голевой передачей на Росса Маккормак. Несмотря на многообещающий дебют, закрепиться в основе крайнему защитнику не удалось. 1 января 2012 года Тейлор ушёл в месячную аренду в «Брэдфорд Сити» (Д4), где провел 4 матча. 30 августа 2012 защитник был арендован клубом из родного города «Йорк Сити» (Д4) и за два месяца сыграл в 5 встречах за «минстермен».
В январе 2013 года футболист достаточно неожиданно был арендован до конца сезона клубом шотландской премьер-лиги «Ивернессом», куда его пригласил лично главный тренер клуба и знаменитый в прошлом английский защитник Бутчер, Терри. Там он не смог стать железным игроком основы, но все же провел 7 встреч .
В сезоне 2013/14 он был отдан в аренду в «Флитвуд Таун» (Д4). По итогам сезона президент «Лидса» Массимо Челлино предложил игроку новый контракт сроком на 3 года. Чарли Тейлор подписал новый контракт 20 мая 2014 года.
Тейлор провёл первую половину сезона 2014/15 за резервную команду. А в январе 2015 года, после того, как был продан конкурент Тейлора за место в основе Стивен Уорнок, Чарли Тейлор заиграл в основе.
В сезоне 2015/16 защитник выступал в основе и часто получал тёплые отзывы болельщиков и специалистов. 2 августа 2016 года «Лидс» отклонил просьбу Тейлора покинуть клуб, при этом председатель клуба лично заявил, что футболист не будет продан. Чарли Тейлор принял решение, что останется в составе клуба на один сезон до истечения срока контракта. 29 декабря 2016 года Тейлор пропустил первый матч после 52 выходов на поле, так как получил травму в игре с «Престон Норт Энд». Пропустив несколько месяцев, футболист не смог вернуть себе регулярное место в составе. По словам главного тренера Гарри Монка Тейлор отказался играть в последнем матче сезона за что был оштрафован. 17 мая 2017 года футболисту был предложен новый двухлетний контракт.

### «Бернли»
6 июля 2017 года Чарли Тейлор подписал четырехлетнее соглашение с клубом «Бернли». Свой единственный гол в составе клуба Тейлор забил 28 октября 2023 года в ворота «Борнмута». 21 мая 2024 года, после выбывания из Премьер-лиги, «Бернли» предложил Чарли новый контракт.

### «Саутгемптон»
1 июля 2024 года Тейлор подписал двухлетний контракт с «Саутгемптоном». Он дебютировал 24 августа, заменив Джо Арибо на 76 минуте игры с «Ноттингем Форест».

## Карьера в сборной
В октябре 2011 года, аккурат после дебютных матчей за «Лидс» Чарли Тейлор получил вызов в юношескую сборную Англии по футболу (до 19 лет) на товарищеский турнир «Limoges Tournament», где провел 2 матча и помог сборной «трех львов» победить. На настоящий момент в расположение сборной защитник более не вызывался.